# 大蔵省大臣官房財政経済調査課
大蔵省大臣官房財政経済調査課（おおくらしょうだいじんかんぼうざいせいけいざいちょうさか）は戦前の大蔵省に設置されていた課である。

## 概要
大臣官房財政経済調査課設置以前は、対外投資に関する事務は理財局国庫課が所掌していた。しかし、対満投資が増大し、業務が増加した。また、対満事務局も設けられていたが、これは一般行政を担当する部署であった。そのため、1936年7月1日 大臣官房に財政経済調査課が設置された。満州における財政金融機構の整備や日本側の国策会社設立設立に関する事務を担当した。しかし、一般の財政経済事務の調査も担当し、対満支投資が増加するにつれ、これらに関する事務は理財局に再移行された。1940年12月18日 年報書及び統計調製事務が文書課に移され、財政経済調査課は廃止された。

## 職務
所掌
大蔵省分課規定（昭和11年7月1日）に所掌事務が規定されている。
```
（財政経済調査課の所掌事務）
一 年報書及本省事務統計の調製に関すること。
二 大蔵部内統計事務の連絡統一に関すること。
三 
資源
の統制運用計画に関すること。
四 大蔵部内各調査機関の連絡統制に関すること。
五 大蔵部外各種調査機関との連絡に関すること。
六 一般財政経済政策竝事情の調査に関すること。
七 財政経済に関する内外資料の蒐集整理に関すること。
```

## 大臣官房財政経済調査課長
| 氏名     | 就任年月日    | 備考 |
| -------- | ------------- | ---- |
| 梅北末初 | 1936年7月1日  |      |
| 大竹虎男 | 1937年5月4日  |      |
| 相田岩夫 | 1938年1月14日 |      |
| 伊達宗彰 | 1938年7月20日 |      |
| 宇川春景 | 1939年8月5日  |      |